# Decisive Battles of World War II: Across the Dnepr
Decisive Battles of World War II: Across the Dnepr — покрокова стратегічна відеогра, створена австралійською компанією SSG у 2003 році, офіційне доповнення до гри Decisive Battles of World War II: Korsun Pocket. Гра є частиною серії гексагональних варгеймів Decisive Battles of World War II.
Гра заснована на смоленських боях 1941 року. Щоб відтворити той факт, що оборона Радянської армії не була підготовлена належним чином інженерно та зв'язок був налагоджений погано, не всі радянські війська в грі можуть окопуватися і повноцінно оборонятися, показник рівня зв'язку між підрозділами набагато менше, ніж у німецьких.